# Megha Sandhu
Megha Sandhu ist eine kanadische Schauspielerin und Model.

## Leben
Sandhu wuchs mit Englisch und Französisch bilingual gemeinsam mit einem Bruder in Montreal auf. 2011 sammelte sie im Rahmen eines High-School-Projekts in den Meakins-Christie Laboratories an der McGill University erste medizinwissenschaftliche Erfahrungen. 2012 erhielt sie den Titel der Miss Teen Quebec. Im selben Jahr wurde sie zur Miss Teen Canada-World 2012 gekürt. Zu dieser Zeit studierte sie Gesundheitswissenschaften am Marianopolis College.  2019 wurde sie zur Miss International Canada 2019 gekürt.
Sie gab 2021 ihr Schauspieldebüt im Fernsehfilm An Ice Wine Christmas in der Nebenrolle der Anya. 2022 spielte Sandhu die Hauptrolle der Kamali in Arranged Marriage. Der Film wurde unter anderem über Amazon Prime und ITunes vertrieben. Im selben Jahr übernahm sie Episodenrollen in den Fernsehserien Star Trek: Strange New Worlds und Hudson & Rex. Gegen Ende desselben Jahres wirkte sie im Liebesfernsehfilm Mistletoe Time Machine in einer der Hauptrollen als Ishani mit. Seit 2023 spielt sie in der Fernsehserie Pretty Hard Cases die Rolle der Dr. Fatima Sana. Im selben Jahr war sie außerdem in der Rolle der Jenn in zwei Episoden der Miniserie Painkiller zu sehen.

## Filmografie (Auswahl)
- 2021: An Ice Wine Christmas (Fernsehfilm)
- 2022: Star Trek: Strange New Worlds (Fernsehserie, Episode 1x10)
- 2022: Arranged Marriage
- 2022: Hudson & Rex (Fernsehserie, Episode 5x08)
- 2022: Mistletoe Time Machine (Fernsehfilm)
- seit 2023: Pretty Hard Cases (Fernsehserie)
- 2023: Painkiller (Miniserie, 2 Episoden)